# Jinsai Itō
Jinsai Itō (jap. 伊藤仁斎 Itō Jinsai; ur. 1627, zm. 1705) – japoński filozof konfucjański okresu Edo.

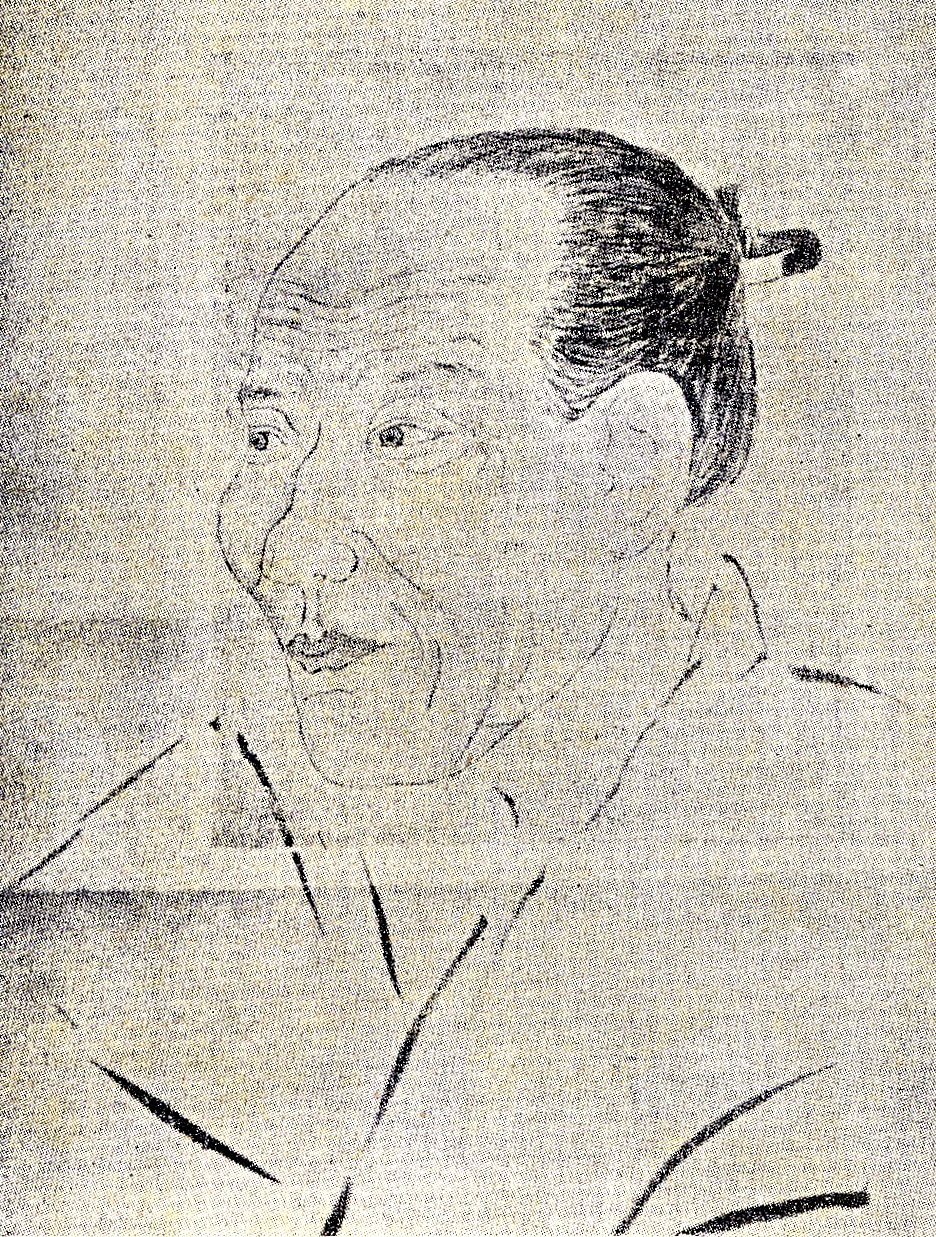
Jinsai Itō

Był reprezentantem szkoły kogakuha, odrzucającej doktrynę neokonfucjanizmu jako fałszywą i postulującej powrót do „pierwotnej” nauki Konfucjusza. W przeciwieństwie do innych cenionych filozofów nie był samurajem, lecz mieszczaninem. Swoje poglądy wykładał w szkole Kogidō w Kioto, znajdując wielu słuchaczy. Podkreślał znaczenie Dialogów konfucjańskich twierdząc że mogą służyć za wzorzec i drogowskaz w nauczaniu Drogi we wszystkich epokach. Nie pozostawił po sobie zbyt wielu pism i większość jego poglądów znana jest z prac jego syna, Tōgaia Itō (1670-1736).